# Športno mečevanje
Špórtno mečevánje se je razvilo iz vojaškega mečevanja. Evropa je bila glede tehnik mečevanja zelo pestra, od francoskega Canne de combat (dejansko gre za veščino borbe s palico, ki se je uveljavila ob prepovedi nošenja orožja), španske La Destreza (španska vbodna šola) ... Za Evropo je tudi značilnih veliko pisnih virov (učbenikov), kar za druge kraje po svetu ne velja. V Evropi se je mečevanje  kot šport uveljavilo po drugi svetovni vojni v različnih oblikah. 

## Sabljanje
Najbolj poznano je olimpijsko sabljanje, ki je popolnoma linijsko in elektronsko zaznava zadetek. Zmagovalec je, kdor prvi zadane, nato se igra prekine. Najpogostejše orožje je rapir (ki je pravzaprav meč, zato je ime sabljanje zgrešeno). Poleg tega se uporablja tudi par drugih orožij, tehnike pa se razlikujejo predvsem v zapestju, sicer pa ostajajo linijske. Zaradi rabe 'pravega' orožja, je potrebna velika zaščita pred vbodi. Ring je ravna pista.

## Canne de combat
V Evropi se je v šport razvila tudi veščina Canne de combat. Gre za športno mečevanje, ki poudarja krožno tehniko. Poudarek je tako na udarcih (rezanje) in ne vbodu. Prav tako je gibanje krožno, okoli nasprotnika se kroži - s tega vidika spominja na boks oz. kickboks. Orožje je lesena palica. Zaradi njene trdnosti (za razliko od upogljivega rapirja, ki pa zaradi elastičnosti ni primeren za krožno tehniko) ni primerna za vbode, saj so (za rabo v športu) prenevarni. Zadetke preverjajo sodniki, ki nadzorujejo tudi pravilno tehniko. Ob zadetku se igra ne ustavi. Prav tako je potrebna precejšnja zaščita za varovanje pred udarci. Ring je krožno borišče. Nevarnejše tehnike so se s časom umaknile iz športnega repertoarja v samoobrambo. Veščina spada v sklob francoskih borilnih veščin Savate.

## Ostale tehnike
Poleg evropskih poznamo tudi druge sisteme športnega mečevanja. Med bolj poznanimi sta kendo, ki prihaja iz orienta ter kali], ki izvira iz Filipinov. Obe veščini uporabljata leseno orožje: kendo leseno različico katane (katana) kali pa krajšo leseno palico, ki spominja na filipinske dolge nože (tudi mačete ipd). Medtem ko je kendo predvsem šport, pa ima kali večji pomen v samoobrambi kot pa v svetu športa.